# Zbigniew Nowacki (piłkarz)
Zbigniew Nowacki (ur. 2 stycznia 1952 w Gdyni) – polski piłkarz występujący na pozycji napastnika. Występował m.in. w Bałtyku Gdynia i Legii Warszawa, a pod koniec kariery także w amerykańskim HNNK Hrvat Chicago i austriackim Kremser SC. Na przestrzeni lat 1968–1983 strzelił dla Bałtyku 117 ligowych goli, co czyni go najlepszym strzelcem w historii klubu. W 1978 i 1980, jako zawodnik Bałtyku, zostawał królem strzelców II ligi. Na poziomie ekstraklasy zagrał w 72 meczach, zdobywając w nich 16 bramek (Legia 12-1, Bałtyk 60-15). Po zakończeniu kariery piłkarskiej trener juniorskich zespołów Bałtyku.
Syn Romana, przedwojennego zawodnika Bałtyku, oraz ojciec Tomasza, piłkarza tego klubu w latach 90.

## Sukcesy

### Indywidualne
- Król strzelców II ligi: 1977/1978 (18 goli), 1979/1980 (17 goli)